# Kohei Saito
Kohei Saito (斎藤 幸平, Saitō Kōhei), né le 31 janvier 1987, est un philosophe japonais. Professeur associé à l'université de Tokyo, il s'intéresse principalement à l'écologie et à l'économie politique. Son best-seller Moins ! : La décroissance est une philosophie, vendu à plus de 500 000 exemplaires au Japon puis traduit en douze langues, a contribué à relancer l'intérêt pour la pensée marxiste au Japon.

## Biographie
Kohei Saito commence à militer politiquement après la crise économique de 2008, qui génère au Japon une soudaine montée du chômage et affecte particulièrement les travailleurs précaires. Il participe à fonder dans son université un syndicat visant à améliorer les conditions de travail des jeunes. L'accident nucléaire de Fukushima en 2011 le conduit à s'intéresser aux problématiques environnementales.
Kohei Saito milite pour un Degrowth communism (« communisme de la décroissance »), mettant en lumière l'intrication du capital, de la nature et de la société. Il souligne l'importance, selon lui, de la commonisation de la production et du municipalisme, en s'appuyant sur le cas de Barcelone. La ville est membre des Fearless cities (« Villes sans peur »). La conception municipaliste transparaît dans la Barcelona climate emergency declaration (« Déclaration d'urgence climatique de Barcelone ») de 2020.

## Publications
- La nature contre le capital : l'écologie de Marx dans sa critique inachevée du capital [« Natur gegen Kapital. Marx’ Ökologie in seiner unvollendeten Kritik des Kapitalismus »] (trad. de l'allemand), Syllepse, coll. « Mille marxismes », 2021 (1re éd. 2017), 352 p. (ISBN 978-2-84950-951-7).
- (en) Marx in the Anthropocene : Towards the Idea of Degrowth Communism, Cambridge, Cambridge University Press, 2023, 276 p. (ISBN 978-1-009366182).
- Moins ! : La décroissance est une philosophie [« 人新世の「資本論」 »] (trad. du japonais), Seuil,‎ 2024, 352 p. (ISBN 978-2-0215-4486-2)[5].